# Charles Lecocq
Alexandre Charles Lecocq (ur. 3 czerwca 1832 w Paryżu, zm. 24 października 1918 tamże) – francuski kompozytor.

## Życiorys
W 1849 roku rozpoczął studia w Konserwatorium Paryskim pod kierunkiem François Bazina, Jacques’a Fromentala Halévy'ego i François Benoista, jednak z powodu trudnych warunków materialnych w 1854 roku porzucił studia i zarabiał na życie udzielając lekcji gry na fortepianie. W 1856 roku w konkursie ogłoszonym przez Jacques’a Offenbacha zdobył (współdzieloną z Georges’em Bizetem) I nagrodę za operetkę Le docteur Miracle (wyst. Paryż 1857). W ciągu następnych lat zdobył popularność jako twórca operetkowy, uznawany był za następcę Offenbacha. Od 1870 roku przez pewien czas mieszkał w Brukseli, także odnosząc sukcesy. Jego operetki cechują się lekką, pełną dowcipu i temperamentu muzyką i intrygą. Odznaczony został orderem kawalera (1900) i oficera (1910) Legii Honorowej.

## Wybrane kompozycje
(na podstawie materiałów źródłowych)

### Operetki
- Le docteur Miracle (1857)
- Huis-clos (1859)
- La baiser à la porte (1864)
- Liline et Valentin (1864)
- Le myosotis (1866)
- Ondines au champagne (1866)
- Le cabaret de Ramponneau (1867)
- L’amour et son carquois (1868)
- Fleur-de-thé (1868)
- Les jumeaux de Bergame (1868)
- Gandolfo (1869)
- Deux portiers pour un cordon (1869)
- Le rajah de Mysore (1869)
- Le beau Dunois (1870)
- Le testament de M. de Crac (1871)
- Le barbier de Trouville (1871)
- Sauvons la caisse (1871)
- Les cent vierges (1872)
- Giroflé-Girofla (1874)
- Les prés Saint-Gervais (1874)
- Le pompon (1875)
- La petite mariée (1875)
- Kosiki (1876)
- La marjolaine (1877)
- Le petit duc (1878)
- La Camargo (1878)
- Le grand Casimir (1879)
- La petite mademoiselle (1879)
- La jolie Persane (1879)
- Janot (1881)
- La rousotte (1881)
- Le jour et la nuit (1881)
- Le coeur et la main (1882)
- La princesse des Canaries (1883)
- L’oiseau bleu (1884)
- La vie mondaine (1885)
- Les grenadiers de Mont-Cornette (1887)
- Ali-Baba (1887)
- La volière (1888)
- Nos bons chasseurs (1894)
- Ninette (1896)
- La belle au bois dormant (1900)

### Opery komiczne
- Plautus (1886)
- L’egyptienne (1890)
- Yetta (1903)
- La trahison de Pan (1911)

### Balety
- Barbe-Bleue (1898)
- Le cygne (1899)